# Continuísta
Continuísta ou anotador é o profissional responsável por manter, durante as diversas cenas e montagens de produções televisivas e cinematográficas a harmonia do enredo, falas, sonoplastia e imagens. Ele é responsável pelo espaço e tempo contado no filme, tornando o enredo verossímil ao espectador, e fazendo com que ele acredite na história. Figurino, objetos de cenas, ações, ritmo, tempo são coisas que o continuísta deve cuidar, para que não ocorram grandes falhas nos filmes.
Ele é um assistente de direção, que ajuda a pensar nos enquadramentos, conhece o roteiro plenamente, participa dos ensaios, tem que conhecer bem os atores, dialoga com a equipe de arte, com a equipe de som, com a equipe de fotografia e, principalmente, com a de direção.
O continuísta também deve estar atento ao tempo de cada take rodado, controlando e anotando a quantidade de rolo que já foi utilizada e a que ainda existe à disposição, avisando o diretor.
É uma área importantíssima para uma telenovela ou um filme narrativo, mas há poucos especialistas na área.